# TH-55 歐塞奇直升機
TH-55 歐塞奇直升機（英語：TH-55 Osage)是休斯飛機公司為美國陸軍研製的活塞動力輕型訓練/通用直升機。民用版型號則是Hughes 269，之後於1983年被Schweizer 300取代。其命名保持美軍以美洲原住民命名的傳統，源於歐塞奇族。

## 發展
1955 年，根據市調，休斯決定研製一款低成本、輕型的兩座直升機。原型機於 1956年10月2日首飛，但直到1960年決定投入生產。並由原本的的桁架式尾梁改成管狀尾梁。一經推出，即大受歡迎。
歐塞奇的全鉸接式三葉片主旋翼和一個兩葉片尾旋翼，是由德拉戈·約萬諾維奇所設計。它還具有減震器阻尼和防滑式起落架。三座版本中間的總控桿是可拆卸的，並放置一個座墊。
1955年，休斯提供五架Model 269A給美國陸軍，以測試他們的新一代訓練直升機，隨後被美國陸軍拒絕。1959年，Model 269A獲得民用銷售許可，並於1961年正式交貨後大獲成功。
1964年，美國陸軍因尋找不到更好的機型，所以決定以Model 269A取代H-13 蘇族偵察直昇機和OH-23 遊騎兵直升機，並正式取名為TH-55 歐塞奇(英語：Osage)，共792架。1988年，歐塞奇被UH-1取代並退役，成為了美軍服役時常最長的訓練直升機。
1964 年，休斯推出了稍大一點的三座Model 269B(Huges 300)。同年，269創造了 101 小時的續航時間記錄。為了創造記錄，兩名飛行員輪流駕駛飛機並在地面上懸停加油。為確保不作弊，將雞蛋附在防滑裝置底部，直到結束都沒有破碎。
1984年，休斯將其直升機子公司賣給麥道公司。1986年，麥道公司將直升機的所有權售予施韋策飛機。幾年後，Schweizer獲得Schweizer-Hughes 300的FAA 型號證書，並持續改進與生產。

## 型號
- Hughes 269

原型機，配有桁架尾梁，共兩架。
- 269A

最初市售版本，用一個簡單的鋁管作為尾梁取代了原本的桁架尾梁，並可選購不同款的引擎。
- YHO-2

5架269A飛機在1957-58年交予美國陸軍評估，最初型號為 XH-42。由於缺乏資金，陸軍沒有訂購YHO-2。
- 269A-1 "Model 200"

269A的升級版，於 1963年8月23日獲得FAA認證。
- TH-55A

為美國陸軍建造的軍用版269A-1(200型)訓練直升機。學員給它起了個綽號“美泰梅塞施密特(英語：Mattel Messerschmitt)”。雖然與Model200基本相同，但TH-55A配備了軍用無線電和儀器。陸軍在1964年至1967年間購買了792架TH-55A。
- TH-55J

授權川崎重工業為日本陸上自衛隊製造38架TH-55A。
- 269B "Model 300"

269B三座駕駛艙版本，並定名Hughes Model 300。
- 280U

269B 的單座版本。280U可以配備農業應用的噴灑設備。
- 300AG

269B 專門農業噴灑的版本，機身兩側各有一個30gal(114liter)的化學品罐和一個35feet(10.67m)的噴桿。
- 300B

269B 安裝了靜音尾槳，可極大程度降噪。1967年6月開始安裝在所有生產型號上，並作為套件提供給舊款。
- 269C "Model 300C"

配備更強勁引擎及更大旋翼的升級版本。
- NH-300C

授權意大利BredaNardi製造的269C。
- 300C 天空騎士(英語：Sky Knight)

300C的警用版本。
- TH-300C

軍用訓練版本。

## 服役國家
| - 阿尔及利亚 - 巴西 - 希腊 - 海地 - 美国 - 日本 - 印度 - 秘魯 - 西班牙 - 瑞典 - 中華民國 - 泰國 - 土耳其 |

## 外部連結
（页面存档备份，存于）
 （页面存档备份，存于）